# Carmen Zanti
Carmen Paola Zanti, épouse Tondi, née le 10 octobre 1923 à Cavriago (Italie) et morte le 17 août 1979 à Reggio d'Émilie (Italie), est une femme politique italienne. Membre du Parti communiste italien (PCI), elle est députée entre 1963 et 1972 puis sénatrice entre 1972 et 1976.

## Biographie
Fille du militant antifasciste Angelo Zanti (it), elle grandit en France, où son père s'est exilé. Dès son plus jeune âge, elle milite au Parti communiste français à Nice. En 1940, elle rentre en Italie. Après 1943, elle participe à la Résistance italienne et devient ensuite une cadre du Parti communiste italien. Après 1953, elle fait partie des dirigeants de l'Union des femmes en Italie et travaille entre 1957 et 1963 pour la Fédération démocratique internationale des femmes, basée à Berlin-Est. Elle épouse l'intellectuel Alighiero Tondi en 1954.
En 1963, elle est élue à la Chambre des députés, où elle siège jusqu'en 1972, date à laquelle elle devient sénatrice. Après avoir achevé son mandat, elle retourne à Reggio d'Émilie en 1976, où elle meurt trois ans plus tard.